# نگاه‌داری اطلاعات هنگام حرکت جهشی چشم
نگاه‌داری اطلاعات هنگام حرکت جهشی چشم، فرایند عصبی است که اجازه می‌دهد انسان‌ها محیط اطراف خود را، با وجود تغییرات سریع در نقاط تمرکز چشم، به عنوان تصویر یکپارچه درک کنند. چشم انسان به سرعت و به‌طور مکرر حرکت می‌کند و پیش از رفتن به نقطه بعدی، فقط برای مدت کوتاهی روی یک نقطه تمرکز می‌کند. این حرکات سریع چشم، حرکت جهشی چشم نامیده می‌شود. اگر چنین حرکتی را یک دوربین ویدئویی با سرعت بالا انجام می‌داد، تصویر حاصل بر روی صفحه نمایش ظاهری تار و مات می‌داشت. با این حال، تجربهٔ بصری ما از دنیا یک تجربهٔ پایدار است، حتی با وجود چنین اطلاعات ورودی که به سرعت در حال تغییر است. این تجربه‌، نمونه‌ای از پایداری ادراکی است و به طور دقیق‌تر باید گفت که نگاه‌داری اطلاعات هنگام حرکت جهشی چشم به این ثبات ادراکی کمک می‌کند.

### مکانیسم توجه
نگاه‌داری اطلاعات هنگام حرکت جهشی چشم توسط دو ویژگی مهم شناسایی می‌شود: یکی ادغام اطلاعات جمع‌آوری‌شده پیش از اجرای حرکت جهشی چشم (پیش-جهش) و دیگری اطلاعات جمع‌آوری‌شده پس ازجهش (پسا- جهش). برای تکمیل این فرایند ادغام اطلاعات، پردازش‌هایی ضروری همچون توجه، تعیین هدف مورد نیاز برای انجام حرکت جهش چشم و به‌روزرسانی مداوم اطلاعات محیطی ضروری است. مکانیسم توجه پیش از حرکت چشم صورت می‌گیرد و بنابراین تأثیر زیادی بر فرایند برنامه‌ریزی محل هدف جهش چشم دارد. علاوه بر این، اینکه چه اطلاعات مکانی باید پردازش شده و کدام قسمت از اطلاعات می‌بایست انتخاب گردد و به حافظه سپرده شود، کاملاً توسط مکانیسم توجه تحت تأثیر قرار می‌گیرد.
برای انجام یک حرکت جهشی موفق و دقیق، فرد باید با موفقیت تمرکز خود را از نقطه شروع حرکت به نقطهٔ انتهای حرکت تغییر دهد. این تغییر توجه باعث می‌شود که رمزگذاری اطلاعات به جای محل همیشگی، در نزدیکی محل هدف مورد نظر رخ دهد. توجه به نقطهٔ هدف جهش منجر به افزایش توانایی شناسایی بهتر اشیا و افزایش دقت شناسایی می‌شود. همچنین، پردازش اطلاعات مکانی در محل هدف جهش به صورت چشمگیری افزایش می‌یابد.
 میزان توجه نامحدود نیست و محدود به یک نقطهٔ هدف در کل فضاست. ناممکن است که توجه خود را معطوف به یک نقطهٔ خاص بکنید ولی بتوانید چشم خود را به نقطه‌ای دیگر غیر از آن نقطه بجهانید. این امر باعث می‌شود در جهش‌های پی‌درپی مدت زمان مورد نیاز برای برنامه‌ریزی حرکت جهشی افزایش یابد (زمان لازم برای ایجاد جهش از یک نقطه به دیگری) و به تبع آن زمان واکنش فرد افزایش می‌یابد. با این حال، توجه می‌تواند در اطراف نقطهٔ هدف جهش توزیع شود، و لزوماً به نقطهٔ مرکز (که در پساجهش مزرکز توجه خواهد بود) خلاصه نمی‌شود، این امر اجازه می‌دهد اشیایی که در اطراف هدف جهش واقع شده‌اند، تشخیص داده شوند. کولر (۱۹۹۵) دو مدل برای توضیح رابطه بین توجه، جهش چشم و حافظه میان-جهشی پیشنهاد کرد. مدل مکانی بیان می‌کند که توجه در میان فضای ادراک (زمینه بصری) و نقطهٔ هدف جهش در طول زمان واکنش توزیع می‌شود که اجازه می‌دهد تا نقطهٔ هدف و اشیا اطراف آن منطقه شناسایی شوند. مدل زمانی بیان می‌کند که توجه، جایی که جهش قرار است به آن رخ دهد را تعیین می‌کند و یک سیگنال پرتاب را برای شروع یک جهش به آن نقطه منتشر می‌کند.